# Зубец, Прокофий Филиппович
Прокофий Филиппович Зубец (21 июля 1915 — 8 января 1996, Москва) — советский учёный-конструктор, специалист по авиационным турбореактивным двигателям. Лауреат Ленинской премии (1957), Государственной премии СССР (1978), заслуженный деятель науки и техники РСФСР (1966).
Родился в станице Ромодан Полтавской губернии в семье железнодорожника. Окончил Московский авиационный институт (1939). Работал в конструкторской группе МАИ. В 1941—1943 ведущий конструктор на авиазаводах Москвы и Куйбышева.
В 1943—1953 ведущий конструктор, руководитель группы компрессоров, зам. главного конструктора в авиационном КБ А. А. Микулина на моторостроительном заводе № 300 (Москва).
С мая 1953 г. — в Казани. С 1954 по 1983 год главный конструктор Казанского авиамоторостроительного завода. Руководил разработкой модификации турбореактивного двигателя РД-3М-500 для самолета Ту-104. По совместительству был профессором кафедры спецдвигателей Казанского авиационного института, членом специализированного совета вуза по защите диссертаций
С 1983 г. работал в Москве: старший научный сотрудник НИИ авиационных систем, профессор МАИ.
Доктор технических наук (1968), профессор (1972).
В 2007 году правительство Татарстана постановило установить мемориальную доску в честь П. Ф. Зубца на здании Казанского опытного конструкторского бюро «Союз».

## Награды
- Ленинская премия (1957)
- звание «Заслуженный деятель науки и техники РСФСР» (1966)
- Государственная премия СССР (1978)
- два ордена Ленина
- Орден Отечественной войны 2-й степени
- два ордена Трудового Красного Знамени
- Орден «Знак Почёта»
- Медали